# 구성주의 신학
구성주의 신학(Constructive theology) 또는 구성 신학이란 정통적인 조직신학에 대해 정의와 개념을 새롭게 재정하는 신학이다. 일반적으로 조직신학자들이 시도하는 기독론, 종말론, 성령론과 같은 전통안에 있는 다양한 교리들속에 흐르는 고정된 이론(a coherent theory)으로부터 벗어나서 신학을 재평가하려는 작업이다. 기존의 신학적 흐름은 어떤 요소들이 전체 체계의 일관성을 유지하기 위하여 강압적으로 전제된 구조안( a presupposed structure)에 넣어버리든지 아니면 생략해 버리는 경향이 있다고 한다. 따라서 이런 현실에 응답하여 현대 신학자들 가운데 샐리 맥파규, 캐더린 켈러 그리고 샤론 V. 뱃처와 같은 여성신학자들은 조직적이라는 용어가 신학에 정확하지 않다고 본다. 오히려 구성주의 신학의 언어를 선호한다. 구성주의 신학의 지지자는 아니지만 카를 바르트는 자주 신학을 체계화하려는 시도를 비판하고 신학의 내재적 수행을 위하여 내적인 철학적 기초위에 고정된 체계를 세워는 것을 비판하였다. 포스트모던의 영향 속에서 교리와 개념들의 일방적인 해체주의적인 경향보다는 필요한 긍정적인 요소들을 구성적으로 추구하는 경향이 있다. 구성주의적 신학의 대표적 신학자는 미국의 존 캅과 데이비드 그리핀이다.

## 같이 보기
- 조직신학

## 참고 문헌
- Constructive Theology: a Contemporary Approach to Classical Themes, eds. Serene Jones and Paul Lakeland
- Constructive Christian Theology in the Worldwide Church, William R. Barr
- Christian Feminist Theology: A Constructive Interpretation, Denise L. Carmody
- Constructive Natural Theology,  Newman Smyth
- An Essay on Theological Method, Gordon D. Kaufman
- In Face of Mystery: A Constructive Theology, Gordon D. Kaufman
- Jesus and Creativity, Gordon D. Kaufman
- The Holy Spirit, Chi, and the Other: A Model of Global and Intercultural Pneumatology, Grace Ji-Sun Kim
- Constructing Constructive Theology: An Introductory Sketch, Jason A. Wyman
- Jesus, Humanity and the Trinity: A Brief Systematic Theology, Kathryn Tanner